# Donald Whiston
Pour les articles homonymes, voir Whiston.
Donald Francis Whiston , né le 19 juin 1927 à Lynn (Massachusetts) et mort le 11 juillet 2020 à Ipswich (Massachusetts), est un joueur américain de hockey sur glace.

## Carrière
Il participe aux Jeux olympiques d'hiver de 1952 et remporte la médaille d'argent avec les États-Unis ; il dispute neuf rencontres au cours du tournoi.

## Titres et honneurs personnels
- Médaille d'argent aux Jeux olympiques de 1952 à Oslo en Norvège